# Isodendrion pyrifolium
Isodendrion pyrifolium är en violväxtart som beskrevs av Asa Gray. Isodendrion pyrifolium ingår i släktet Isodendrion och familjen violväxter. Inga underarter finns listade i Catalogue of Life.

## Bildgalleri

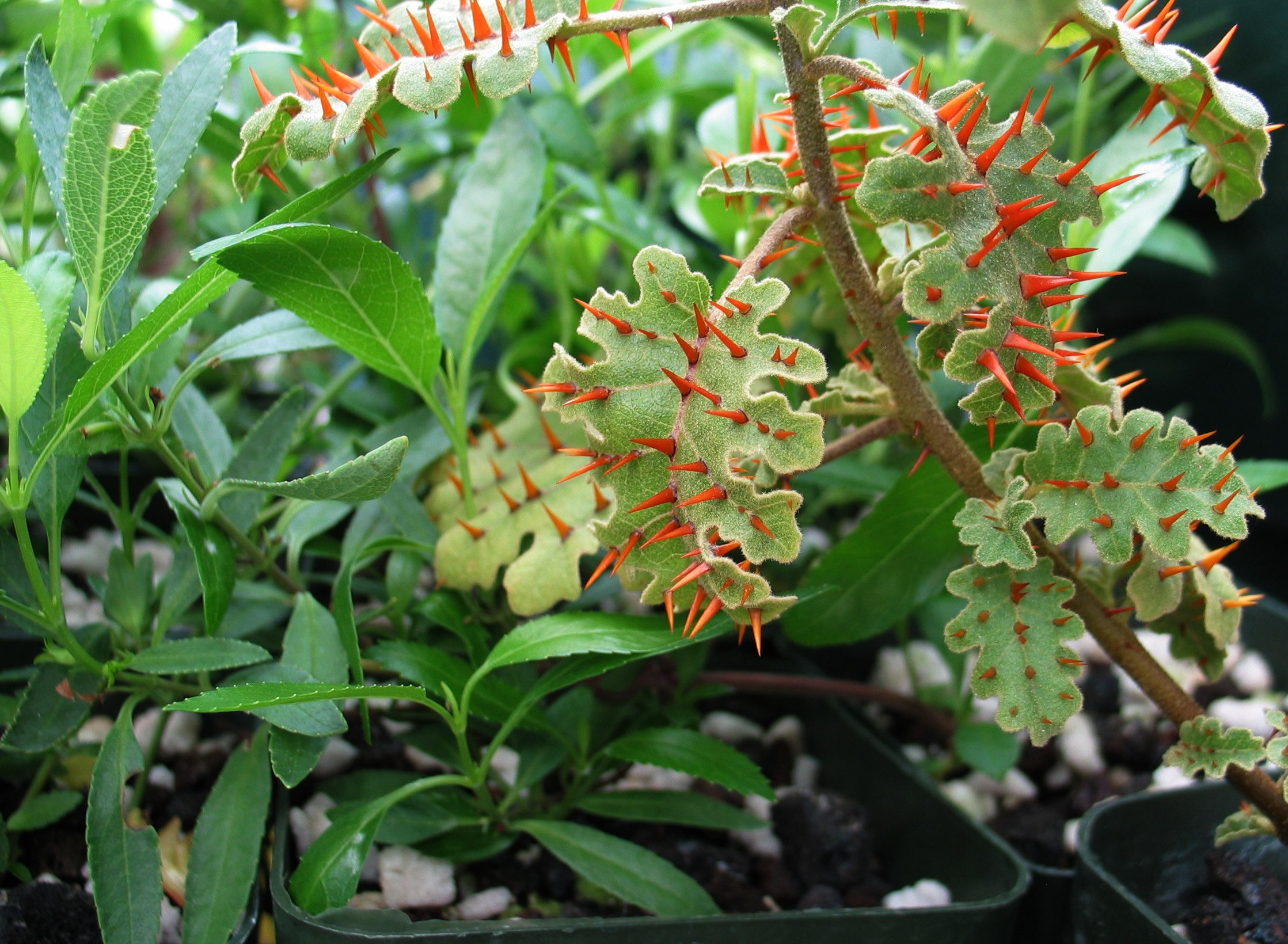